# Jezioro Sarbsko
Der Jezioro Sarbsko (deutsch: Sarbsker See oder Sarsener See, kaschubisch: Jezoro Sôrbskò) ist ein Strandsee an der Ostsee in der Woiwodschaft Pommern in Polen.
Die Entstehung des Sees wird mit der quer zur Küste verlaufenden Strömung der Ostsee erklärt. Dabei bildete sich eine Nehrung, die im Lauf der Zeit den jetzigen See von der Ostsee abtrennte. 
Der See hat mehrere kleinere Zuflüsse, darunter den Chełst (deutsch: Chaustbach), der den See durchfließt und seinen einzigen oberirdischen Abfluss bildet. Der Chaustbach mündet in der Stadt Łeba (Leba) in den Fluss Leba, kurz bevor dieser in die Ostsee fließt. Der See liegt etwa einen halben Meter über dem Meeresspiegel der Ostsee. Seine maximale Tiefe liegt bei 3,2 Metern und seine Durchschnittstiefe bei 1,2 Metern, seine Oberfläche erstreckt sich über eine Fläche von 6,51 km², sein Fassungsvermögen liegt bei ungefähr 7,82 Millionen m³, sein Einzugsgebiet umfasst etwa 213,3 km².
Unmittelbar am See liegen das Dorf Nowęcin (Neuhof) und der nordöstliche Ortsteil der Stadt Łeba. Das namensgebende Dorf Sarbsk (Sarbske) liegt etwa 1,2 Kilometer vom südöstlichen Ufer entfernt.